# Erik Löfvendahl
Erik Artur Löfvendahl, född 10 januari 1954  i Jönköping, är en svensk författare och kritiker.

## Biografi
Löfvendahl har varit verksam som radiokrönikör och litteraturkritiker i Svenska Dagbladet och har medverkat som recensent i LO-tidningen, sedermera tidningen Arbetet, och i Mål & Medel. Han har även recenserat böcker för nättidskriften Opulens samt medverkat i fackpress och radio med noveller.
Han har fått flera stipendier av Författarfonden, såsom ett tvåårigt konstnärsbidrag, ett femårigt och ett tioårigt arbetsstipendium. Våren 2025 får författaren en så kallad "särskild belöning" från Svenska Akademien.